# العلاقات التونسية الفلسطينية
العلاقات الفلسطينية التونسية هي العلاقات الدبلوماسية المشتركة بين فلسطين وتونس، وهي علاقة قديمة ومترابطة، لما فيها من تضامن مستمر من قِبل تونس سياسيا وشعبياً.
في 10 أغسطس 1982 استقبلت تونس زعيم منظمة التحرير الفلسطينية ياسر عرفات وجميع عناصره بعد حصار الإسرائيلي للمنظمة في بيروت.
تعرضت مكاتب منظمة التحرير الفلسطينية في تونس إلى عدة هجمات وغارات إسرائيلية خلال اعوام 1985 و1988 و1991، وعلى إثرها أُغتيل خليل الوزير وصلاح خلف وهما من أكبر قيادات منظمة التحرير الفلسطينية آن ذاك، ظلت تونس مقر للمنظمة لمدة عشر سنوات، حتى عودة المنظمة إلى الضفة الغربية وقطاع غزة.

## أنظر ايضا
- مبادرة بورقيبة